# Arianna Errigo
Arianna Errigo (Monza, 6 giugno 1988) è una schermitrice italiana, specializzata nel fioretto.
Campionessa del mondo nel 2013 e nel 2014, ha vinto la Coppa del Mondo di specialità nel 2009, 2012 , 2013, 2014 e 2016.
A livello olimpico ha vinto l'argento individuale a Londra 2012, dove ha conquistato anche l'oro a squadre a cui è seguito il bronzo, sempre a squadre, a Tokyo 2020 e l'argento a squadre a Parigi 2024.
A livello europeo, si è laureata per tre volte campionessa continentale, vincendo le edizioni del 2016, 2017 e 2024.

## Biografia
Cresciuta in Brianza, risiede a Frascati (RM) e fa parte dell'Arma dei Carabinieri.
Atleta molto promettente, ha iniziato a vincere fin da giovanissima. Nel 2004 ha vinto i campionati del mondo cadetti a Plovdiv. Nel 2006, nei campionati europei giovanili a Poznań, ha vinto l'oro nella competizione individuale e l'argento in quella a squadre. Nel 2009 ha vinto l'oro nella gara a squadre agli europei di Plovdiv, poi un altro oro nella gara a squadre di fioretto e il bronzo nella gara di fioretto individuale ai mondiali di Antalia. Compagne di squadra dell'oro mondiale sono state Elisa Di Francisca, Margherita Granbassi e Valentina Vezzali. Ai Mondiali di Scherma di Parigi 2010 ha vinto una medaglia d'Argento nel fioretto individuale e una d'Oro nella gara di Fioretto a squadre. Ai Mondiali di Scherma di Catania 2011 ha vinto la medaglia d'Argento nella gara di Fioretto a squadre.
Il 28 luglio 2012 ottiene la medaglia d'Argento nel torneo individuale di fioretto femminile ai Giochi della XXX Olimpiade di Londra, battendo, in semifinale, la connazionale, e più volte campionessa olimpica, Valentina Vezzali, perdendo poi la finale per un solo punto contro la connazionale Elisa Di Francisca per 12-11 dopo il minuto supplementare. Nel torneo a squadre di fioretto vince la medaglia d'oro, tirando in finale contro la Russia insieme alle altre fiorettiste azzurre Valentina Vezzali, Elisa Di Francisca e Ilaria Salvatori.
Il 17 agosto 2012 le è stata conferita la cittadinanza onoraria di Condofuri, paese calabrese di origine della madre. Nello stesso anno inizia ad allenarsi anche presso la società Frascati Scherma, dove si trova anche il fidanzato Luca Simoncelli, pur rimanendo comunque tesserata con la Comense Scherma ed il Centro Sportivo Carabinieri. Nel 2017 si trasferisce al Frascati Scherma anche come tesseramento, mantenendo come d'uso il doppio tesseramento con la società dei Carabinieri.
Il 7 agosto 2013 a Budapest vince il Mondiale nella specialità del fioretto individuale.
Il 19 luglio 2014 a Kazan' vince il Mondiale nel fioretto individuale, diventando bicampionessa del Mondo in carica. Agli Europei di scherma di Montreux del 2015 vince la medaglia di bronzo nella gara individuale e la medaglia d'oro nella gara a squadre di Fioretto. Ai Mondiali di scherma di Mosca del 2015 la due volte Campionessa del Mondo esce di scena in semifinale ma vince la medaglia di bronzo nella gara individuale. Vince la Medaglia d'Oro ai Mondiali di Mosca 2015 nel Fioretto a squadre, in cui la formazione italiana batte in finale la Russia, padrona di casa, per 45-36.
Nell'anno olimpico 2016 non si disputa la gara olimpica di fioretto femminile a squadre. Questa gara si disputa dunque nei Mondiali di Scherma di Rio ad Aprile 2016, dove Arianna Errigo è nella squadra italiana che vince l'argento. Il 21 giugno 2016 vince il suo primo titolo Europeo nella gara individuale di fioretto. Arriva alle Olimpiadi 2016 con il primo posto nel ranking mondiale, ma viene eliminata a sorpresa nell'assalto degli ottavi di finale. Nel 2017 vince di nuovo il titolo europeo vincendo in finale 15-14 contro Inna Deriglazova. Il mese successivo, nel campionato mondiale, perde la semifinale contro la stessa Deriglazova, fermandosi al bronzo. Vince l'oro a squadre il 24 luglio sempre ai Mondiali di Lipsia 2017. Vince il bronzo nel fioretto individuale ai Mondiali di Scherma di Wuxi 2018 perdendo la semifinale contro la compagna di sala Alice Volpi.
Pur essendo fiorettista, ha partecipato più volte anche ai campionati italiani assoluti a squadre di sciabola. Con la squadra del Centro Sportivo Carabinieri ha vinto l'oro nel 2011 e 2016, e l'argento nel 2013.
Questi risultati le hanno fatto nascere la voglia di cimentarsi nella doppia arma. Fino agli anni '60 era normale che molti schermidori tirassero in due o tre armi (Edoardo Mangiarotti vinse ori olimpici in fioretto e spada, Nedo Nadi addirittura in tutte e tre le armi), in seguito la scherma si specializzò molto, e pochissimi atleti ottennero risultati di alto livello in più di un'arma. Si parla solo degli uomini, poiché le donne furono confinate nel solo fioretto fino alle Olimpiadi del 1996, quando furono ammesse nella spada (la sciabola arrivò ancora più tardi). Fino ad allora le uniche schermitrici che avevano avuto medaglie olimpiche o mondiali in armi diverse erano state Margherita Zalaffi (argento nel fioretto a squadre a Seul 1988 e a Barcellona 1992, argento nella spada a squadre ad Atlanta 1996) e l'ungherese Ildikó Mincza-Nébald (bronzo nel fioretto a squadre nei mondiali del 1994, bronzo nella spada individuale a Pechino 2008)
Questa scelta, che la Errigo ha iniziato a mettere in pratica con costanza subito dopo la delusione delle Olimpiadi del 2016, ha già portato i suoi primi risultati. Il 16 dicembre 2017, al Grand Prix di Cancún, la Errigo vince la medaglia d'argento, perdendo solo di fronte ad Ol'ha Charlan, dominatrice indiscussa della specialità. Nel suo cammino verso il podio aveva sconfitto Cécilia Berder (all'epoca quarta del ranking mondiale) e Charlotte Lembach (all'epoca ottava).
Il 25 luglio 2018, la sua posizione nel ranking mondiale era la 24 (dopo esser stata la n. 81 nel 2017, e senza aver ancora avuto un ranking mondiale prima di quella data). Nonostante fosse la quarta italiana del ranking mondiale, non è stata convocata nella sciabola ai Mondiali del 2018, ma solo nel fioretto, dove vince comunque il bronzo individuale. Negli stessi Mondiali di Wuxi 2018 vince pure l'argento nella gara di fioretto a squadre.
Nell'anno successivo viene convocata ad alcune gare di Coppa del Mondo, con buoni risultati, ma per la gara di Seul viene prima inserita fra le dodici convocate e poi depennata. A seguito di questo, la Errigo presenta un ricorso al TAS di Losanna, che però si dichiara incompetente..
Il 26 giugno 2019, alla vigilia dei mondiali di Budapest, sposa il fiorettista Luca Simoncelli. Il 3 marzo 2023 diventa mamma di due gemelli.
Dopo i mondiali (nei quali viene convocata per il solo fioretto, e dove conferma il bronzo individuale e l'argento a squadre dell'anno prima) rilascia nuove dichiarazioni chiedendo di essere messa in condizioni di qualificarsi a Tokyo 2020.
Ai giochi giapponesi viene eliminata ai quarti di finale in individuale, ma nella gara a squadre, insieme a Alice Volpi, Martina Batini e Erica Cipressa vince la medaglia di bronzo, cedendo solo in finale dopo la sconfitta in semifinale contro la Francia e la vittoria nella finalina contro gli Stati Uniti.
Il 17 giugno 2022 vince la medaglia d'argento agli Europei di Adalia cedendo in finale per 15 - 11 alla tedesca Leonie Ebert, tre giorni dopo vince a squadre insieme Volpi, Favaretto e Palumbo sconfiggendo in finale la Francia per 45 a 25.
Il 19 luglio successivo, ai Mondiali di Il Cairo, perde in finale contro la francese Ysaora Thibus, ma vince quella a squadre a discapito delle statunitensi.
Il 26 luglio 2023 vince l'argento ai Mondiali di Milano arrendendosi in finale ad Alice Volpi per 15 a 10. Tre giorni dopo vince l'oro a squadre insieme a Volpi, Favaretto, Batini e Palumbo battendo in finale la Francia per 45 a 39.
Il 19 giugno 2024, a Basilea, si laurea campionessa europea per la terza battendo in finale per 15-10 l'ucraina Darija Myronjuk, in quattro giorni è la volta dell'undicesimo titolo continentale a squadre.
Ai Giochi olimpici di Parigi 2024 viene eliminata ai quarti di finale dalla statunitense Lauren Scruggs per 15-14.
Il 1 Agosto 2024 vince la medaglia d'Argento ai Giochi olimpici di Parigi 2024 nella gara del Fioretto a squadre insieme alle fiorettiste Alice Volpi, Martina Favaretto e Francesca Palumbo dopo aver perso in Finale per 45 a 39 contro gli Usa.

## Palmarès

### Risultati élite
In carriera ha ottenuto i seguenti risultati:
Giochi olimpici
Individuale
- Argento nel fioretto a Londra 2012

A squadre
- Oro nel fioretto a Londra 2012
- Argento nel fioretto a Parigi 2024
- Bronzo nel fioretto a Tokyo 2020

Mondiali
Individuale
- Oro nel fioretto a Budapest 2013
- Oro nel fioretto a Kazan' 2014
- Argento nel fioretto a Parigi 2010
- Argento nel fioretto a Il Cairo 2022
- Argento nel fioretto a Milano 2023
- Bronzo nel fioretto ad Adalia 2009
- Bronzo nel fioretto a Mosca 2015
- Bronzo nel fioretto a Lipsia 2017
- Bronzo nel fioretto a Wuxi 2018
- Bronzo nel fioretto a Budapest 2019

A squadre
- Oro nel fioretto ad Adalia 2009
- Oro nel fioretto a Parigi 2010
- Oro nel fioretto a Budapest 2013
- Oro nel fioretto a Kazan' 2014
- Oro nel fioretto a Mosca 2015
- Oro nel fioretto a Lipsia 2017
- Oro nel fioretto a Il Cairo 2022
- Oro nel fioretto a Milano 2023
- Argento nel fioretto a Catania 2011
- Argento nel fioretto a Rio 2016
- Argento nel fioretto a Wuxi 2018
- Argento nel fioretto a Budapest 2019
- Bronzo nel fioretto a Tbilisi 2025

Europei
Individuale
- Oro nel fioretto a Toruń 2016
- Oro nel fioretto a Tbilisi 2017
- Oro nel fioretto a Basilea 2024
- Argento nel fioretto a Novi Sad 2018
- Argento nel fioretto a Adalia 2022
- Bronzo nel fioretto a Plovdiv 2009
- Bronzo nel fioretto a Legnano 2012
- Bronzo nel fioretto a Montreux 2015

A squadre
- Oro nel fioretto a Plovdiv 2009
- Oro nel fioretto a Lipsia 2010
- Oro nel fioretto a Sheffield 2011
- Oro nel fioretto a Legnano 2012
- Oro nel fioretto a Zagabria 2013
- Oro nel fioretto a Strasburgo 2014
- Oro nel fioretto a Montreux 2015
- Oro nel fioretto a Tbilisi 2017
- Oro nel fioretto a Novi Sad 2018
- Oro nel fioretto a Adalia 2022
- Oro nel fioretto a Basilea 2024
- Oro nel fioretto a Genova 2025
- Argento nel fioretto a Toruń 2016
- Bronzo nel fioretto a Düsseldorf 2019

Coppa del mondo
- nella classifica generale del fioretto 2008/2009
- nella classifica generale del fioretto 2011/2012
- nella classifica generale del fioretto 2012/2013
- nella classifica generale del fioretto 2013/2014
- nella classifica generale del fioretto 2015/2016
- 4ª nella classifica generale del fioretto 2009/2010
- 4ª nella classifica generale del fioretto 2010/2011

Campionati italiani
Individuale
- Oro nel fioretto a Trieste 2013
- Argento nel fioretto a Tivoli 2009
- Argento nel fioretto a Courmayeur 2022
- Argento nel fioretto a Piacenza 2025
- Bronzo nel fioretto a Roma 2016
- Bronzo nel fioretto a Cagliari 2024

A squadre
- Oro nella sciabola a Livorno 2011
- Oro nel fioretto a Roma 2016
- Oro nel fioretto a Palermo 2019
- Oro nel fioretto a Cassino 2021
- Argento nel fioretto a Jesi 2008
- Argento nel fioretto a Siracusa 2010
- Argento nel fioretto a Livorno 2011
- Argento nella sciabola a Trieste 2013
- Argento nel fioretto a Courmayeur 2022
- Argento nel fioretto a Cagliari 2024

### Risultati giovani
Mondiali giovani
Individuale
- Argento nel fioretto a Linz 2005
- Argento nel fioretto a Taebaek 2006
- Bronzo nel fioretto a Belek 2007

A squadre
- Oro nel fioretto a Taebaek 2006
- Argento nel fioretto a Belek 2007

Mondiali cadetti
Individuale
- Oro nel fioretto a Plovdiv 2004

Europei giovani
Individuale
- Oro nel fioretto a Poznań 2006
- Oro nel fioretto a Praga 2007

A squadre
- Argento nel fioretto a Poznań 2006
- Argento nel fioretto a Praga 2007